# WikiLeaks
WikiLeaks is een internationale non-profitorganisatie die nieuwslekken en geclassificeerde media van anonieme bronnen publiceert. De website, in 2006 in IJsland gestart door de organisatie Sunshine Press, beweerde in 2015 in de eerste 10 jaar 10 miljoen documenten online te hebben gepubliceerd. Julian Assange, een Australische internetactivist, wordt over het algemeen beschreven als de oprichter en directeur. Sinds september 2018 is Kristinn Hrafnsson de hoofdredacteur.

## Werkwijze en woordvoerders
WikiLeaks garandeert dat wie documenten op de website plaatst niet traceerbaar is. Het Amerikaanse bedrijf Dynadot treedt op als host. In november 2007 telde de site meer dan 1,2 miljoen documenten. Op de vraag wie er achter WikiLeaks zit, antwoordt de website:'WikiLeaks is een project van The Sunshine Press. Sunshine slaat vermoedelijk op Queensland in Australië dat The Sunshine State wordt genoemd. De WikiLeaks-woordvoerder en journalist Julian Assange is in Queensland geboren.
Samen met het IJslandse parlementslid Birgitta Jónsdóttir treedt hij op als woordvoerder voor WikiLeaks. Beiden waren op 21 juni 2010 sprekers op de hoorzitting van het Europees Parlement in Brussel over (zelf)censuur en de vrijheid van meningsuiting in Europa.
De Duitser Daniel Schmitt (pseudoniem van Daniel Domscheit-Berg) trad ook met enige regelmaat op namens WikiLeaks. Schmitt die in het voormalige Oost-Berlijn woont, was vanaf het begin bij WikiLeaks betrokken en kreeg naar eigen zeggen voor zijn fulltimebaan geen salaris, net zomin als Assange en de andere medewerkers. In september 2010 vertrok hij bij WikiLeaks en in januari 2011 startte hij een soortgelijk project, OpenLeaks.

## Financiën en technologie
Op 24 december 2010 werd bekend dat de in Duitsland gevestigde Wau Holland Foundation (gelieerd aan de Chaos Computer Club) als financiële sponsor van WikiLeaks in dat jaar ruim 990.000 euro aan donaties had ontvangen ten gunste van WikiLeaks. Wikileaks.org maakt gebruik van het contentmanagementsysteem MediaWiki. In eerste instantie was WikiLeaks opgezet als een wikisite waar gebruikers pagina's konden aanpassen en commentaar geven. Deze opzet veranderde in de loop der tijd. Het is niet langer mogelijk om pagina's te bewerken, wat betekent dat WikiLeaks, ondanks de naam, geen wiki meer is.

## Geschiedenis
WikiLeaks startte, na een testperiode in 2006, in januari 2007 met de bekendmaking dat er 1,2 miljoen documenten voorbereid werden voor publicatie. In januari 2008 volgt het eerste grote 'lek' met de publicatie van documenten over de Zwitserse bank Julius Baer.
Destijds onthulde advocaat Steven Aftergood het bestaan van deze website. Elizabeth Williamson suggereerde op 15 januari 2007 in een artikel in 'The Washington Post' dat WikiLeaks zou zijn opgericht door Chinese dissidenten. Op 21 augustus 2010 schreef WikiLeaks On Saturday 21st of August, we have been made aware of rape allegations made against Julian Assange, founder of this project and one of our spokespeople.
Verder zou de site geïnteresseerd zijn in informatie over Azië, de voormalige Sovjet-Unie, Latijns-Amerika, Afrika ten zuiden van de Sahara en het Midden-Oosten. Later ligt het 'Vrije Westen' vaak onder vuur, mogelijk door gebrek aan medewerkers die niet-westerse talen beheersen.
WikiLeaks was een van de participanten aan het project Icelandic Modern Media Initiative dat het initiatief nam voor de gelijknamige wet die tot doel had om van IJsland een toevluchtsoord te maken voor de vrijheid van informatie, meningsuiting.
Op 21 november 2010 werd bekend dat Julian Assange rond oktober 2010 de opdracht gaf aan de beheerders van WikiLeaks om alles te verwijderen van de servers bij het Zweedse hostingbedrijf PRQ. De gegevens van WikiLeaks zijn verplaatst naar de in Stockholm gevestigde host Bahnhof. De servers van WikiLeaks bevinden zich verspreid over de wereld, waaronder de centrale server die staat in Zweden. Men koos voor servers in Zweden vanwege de wettelijke bescherming die dit land biedt ten aanzien van de bekendmakingen op de site.

## WikiLeaks in het nieuws
De website was meerdere keren in het nieuws als gevolg van documenten die er waren geüpload.

### Guantanamo Bay
In november 2007 ontstond internationale ophef over een op WikiLeaks geplaatst handboek voor de gevangenis van Guantanamo Bay.
Het document bevestigt vermoedens, tot dusver door het Amerikaanse leger ontkend, dat het gevangenen niet zou toestaan te praten met vertegenwoordigers van het Rode Kruis.

### Sarah Palin
Op 18 september 2008 werd de Yahoo!-e-mailbox van Sarah Palin gecrackt en naar WikiLeaks gelekt.

### Blokkade doorChina
Volgens WikiLeaks wordt de website sinds januari 2007 door de Chinese overheid geblokkeerd. De site heeft verschillende mogelijkheden gegeven om deze blokkade te omzeilen. WikiLeaks beschouwt de Chinese blokkade als een compliment voor zijn goede werk.

### Tijdelijke sluiting
Op 18 februari 2008 beval een rechtbank in Californië de sluiting van WikiLeaks na een klacht van de Zwitserse bank Julius Baer over de publicatie van documenten waaruit zou blijken dat deze betrokken zou zijn bij witwas- en belastingontduikingspraktijken via haar filiaal op de Kaaimaneilanden. De documenten zouden afkomstig zijn van een voormalig topfunctionaris van dat filiaal. De rechter, die de klacht van Julius Baer toewees, gelastte de sluiting van Wikileaks.org en alle mirrors. Op 1 maart 2008 werd het bevel opgeheven. Zo was het verbod een inbreuk op de vrijheid van meningsuiting en als er een vonnis geveld diende te worden, mocht dit slechts betrekking hebben op de publicatie van de documenten. Daarna was de website weer bereikbaar. Begin 2010 ging de website uit de lucht wegens geldgebrek.

### Collateral Murder
Op 5 april 2010 publiceerde WikiLeaks een video-opname van een Amerikaanse helikopteraanval in Bagdad in 2007. Deze video werd bekend onder de naam Collateral Murder. Te zien is dat 12 Iraakse burgers gedood werden, onder hen 2 medewerkers van persbureau Reuters: fotojournalist Namir Noor-Eldeen (22 jaar) en zijn chauffeur Saeed Chmagh (40 jaar). Ook een auto met hulpverleners werd beschoten. Reuters probeerde al eerder de beelden in bezit te krijgen, maar een Amerikaanse rechter voorkwam dat. Een geheime bron speelde een paar jaar later de video door naar WikiLeaks. Het Amerikaanse leger verdenkt zijn inlichtingenanalist Bradley Edward Manning die gestationeerd is in Irak van het lek. Manning werd gearresteerd en overgebracht naar Koeweit waar hij werd vastgehouden.
Woordvoerder Julian Assange van WikiLeaks wordt sindsdien gezocht door de Amerikaanse veiligheidsdiensten.
De Piratenpartij kwam in deze zaak voor Assange op. Een belangrijk punt in het partijprogramma is een betere bescherming voor klokkenluiders. Dat de Piraten dit erg serieus nemen, bleek wel toen ze in april 2010 ruimte op hun server beschikbaar stelden voor WikiLeaks. De partij had een mirror gemaakt van Collateral Murder.
Volgens de Piratenpartij bewees deze zaak dat vrije doorstroom van informatie een randvoorwaarde voor democratie is. "WikiLeaks toont aan dat de overheden niet transparant genoeg zijn en dat een eventueel internetfilter de vrije informatiesamenleving en de democratie bedreigt," zei partijvoorzitter Samir Allioui destijds tegenover PC-Active. "Als mensen zoals Hirsch Ballin (toenmalig demissionair minister van Justitie, red.) hun zin krijgen, zullen platformen als WikiLeaks een stille dood sterven, en klokkenluiders worden gecriminaliseerd."

### Afghan War Diary
Op 25 juli 2010 publiceerde WikiLeaks Afghan War Diary (“Afghaans oorlogsdagboek”), een set van 92.201 documenten over de oorlog in Afghanistan (periode 2004-2009), met onder meer details over de geheime speciale eenheid Task Force 373 die er opstandelingen doodt of oppakt. Bij aanvallen van Task Force 373 zouden Afghaanse burgers zijn gedood. Het Witte Huis veroordeelde de publicatie van de "onverantwoorde lekken" omdat ze "de levens van Amerikanen en onze bondgenoten op het spel zetten en een bedreiging vormen voor de nationale veiligheid". Ook in deze zaak is Chelsea Manning hoofdverdachte. Naast een intern onderzoek naar de herkomst van de bronnen, wordt het FBI betrokken, zodat het onderzoek zich kan richten op niet-militairen.
De documenten waren vooraf ook ter beschikking gesteld van The New York Times, The Guardian en Der Spiegel. The Guardian noemde het materiaal “een van de grootste lekken in de militaire geschiedenis van de VS ... een ontluisterend portret van de falende oorlog in Afghanistan, waarin wordt onthuld hoe coalitietroepen honderden burgers hadden gedood in ongemelde incidenten, aanvallen van de Taliban waren toegenomen en NAVO-commandanten vreesden dat buurlanden Pakistan en Iran de opstand aanwakkeren”.

### Documenten over de oorlog in Irak
Op 23 oktober 2010 werden via WikiLeaks opnieuw een grote hoeveelheid voorheen geheim gehouden bestanden gelekt. Het gaat om 391.832 fiches over SIGACTS ("significant activity"), belangrijke gebeurtenissen die opgetekend werden tijdens de oorlog in Irak. WikiLeaks had de weken ervoor al laten weten dat de publicatie eraan kwam, en net als met het lek over de oorlog in Afghanistan kreeg een aantal mediabedrijven (The New York Times, The Guardian, het Bureau of Investigative Journalism, Der Spiegel, Le Monde en Al Jazeera) eind juli al inzage in de documenten. Ook het Amerikaanse leger had al toegang tot de bestanden.

### Telegrammen over Amerikaanse diplomatie
Op 28 november 2010 publiceerde WikiLeaks opnieuw een eerste groep vertrouwelijke Amerikaanse documenten die de Amerikaanse diplomatie in verlegenheid brachten. Bij het schandaal, cablegate genoemd, werden 250.000 Amerikaanse diplomatieke telegrammen (cables) openbaar gemaakt, die vanuit Washington verstuurd waren naar Amerikaanse ambassades. De vier dagbladen The New York Times, The Guardian, Le Monde, El País en het opinietijdschrift Der Spiegel hadden al eerder de beschikking over (een aantal van) de documenten en publiceerden deze tegelijkertijd op 28 november 2010. De berichten zijn verspreid over de periode 2007-2010, de meest recente uit februari 2010. De publicatie van de documenten werd onmiddellijk veroordeeld door het Witte Huis, dat beweerde dat door de publicatie talloze levens in gevaar waren gebracht. In de weken die volgden werden steeds meer documenten naar buiten gebracht.

#### Spionage op de ambassades
Uit de documenten blijkt dat de Amerikaanse ambassades voor spionagedoeleinden worden gebruikt. Amerikaanse diplomaten worden niet alleen geacht informatie op diplomatieke manier (door middel van hun contacten en gesprekken) te verkrijgen. Zij moeten ook andere informatie vergaren, zoals creditcardnummers, frequentflyernummers, vingerafdrukken, DNA-stalen, details van de iris, serienummers van wapens, gegevens over de beveiligde wagens en de gebruikte 'veilige' communicatiesystemen (zoals wachtwoorden en persoonlijke sleutels voor encryptie) van bepaalde personen. Zo werd de secretaris-generaal van de Verenigde Naties, Ban Ki-moon en de permanente vertegenwoordigers van de Raad uit China, Rusland, Frankrijk en het Verenigd Koninkrijk bespioneerd.

#### Andere conclusies
Uit de telegrammen kon een aantal conclusies getrokken worden:
- Het Amerikaanse leger heeft zich meerdere malen misdragen in Irak en Afghanistan.
- Kritiek op de militaire operaties van het Verenigd Koninkrijk in Afghanistan.
- Vermeend ongepast gedrag door een lid van de Britse koninklijke familie: prins Andrew.
- Analyses van tal van leiders. Zo werd Mahmoud Ahmadinejad vergeleken met Adolf Hitler, wordt Vladimir Poetin vergeleken met een alfamannetje en Angela Merkel als iemand die "risico's vermijdt en zelden creatief is".
- Vermeende banden tussen de Russische regering en de georganiseerde misdaad.
- Angsten in Washington en Londen over de beveiliging van het Pakistaanse nucleair wapenprogramma.
- Een aantal leiders van Arabische landen, onder wie koning Abdoellah van Saoedi-Arabië, koning Hamad ibn Isa Al Khalifa van Bahrein en president Moebarak van Egypte, heeft er bij de Verenigde Staten herhaaldelijk op aangedrongen Iran aan te vallen om zijn atoomprogramma te vernietigen en te voorkomen dat Teheran een kernwapen kan vervaardigen. Voorts heeft Israël gehint, bereid te zijn een nucleair Iran aan te vallen.[33][34]
- Twijfel aan de geestelijke gezondheid van de Argentijnse presidente Cristina Fernández de Kirchner.
- Er liggen Amerikaanse kernwapens in België en Nederland. In het telegram is sprake van "mogelijkheid van het terugtrekken van kernwapens uit Duitsland en misschien ook uit België en Nederland". Waarschijnlijk gaat het hier om de wapens op de vliegbases Kleine-Brogel en Volkel.
- Koningin Beatrix zou in augustus 2009 de Amerikaanse ambassadeur in Nederland verzekerd hebben dat de Nederlandse missie in Afghanistan verlengd zou worden.[35]
- Geert Wilders werd omschreven als 'een extreemrechtse ophitser'.[36]
- Verschillende Nederlandse diplomaten en ambtenaren zouden de Amerikanen hebben geadviseerd hoe zij het beste Wouter Bos, destijds minister van Financiën, konden benaderen om alsnog in te stemmen met de verlenging van de militaire missie in Uruzgan.[37]

### Vault 7
Op 7 maart 2017 publiceerde WikiLeaks een reeks documenten waaruit blijkt hoe de Central Intelligence Agency (CIA), de Amerikaanse geheime dienst, toegang kreeg tot smart-tv's, smartphones van zowel Apple als toestellen die werken met het Androidsysteem van Google en op computers met besturingssystemen Windows, macOS en Linux.

## WikiLeaks in de media
- We Steal Secrets: The Story of WikiLeaks, Alex Gibney (documentaire, 2013)[38]

## Onderzoeken, censuur en hinder

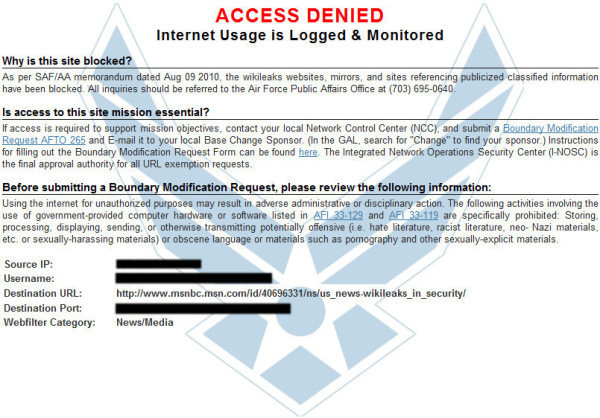
De Amerikaanse luchtmacht censureert nieuwsberichten op hun computers met informatie over WikiLeaks.

WikiLeaks en zijn medewerkers hebben volgens The Times geklaagd, dat ze continu door politie en veiligheidsdiensten worden lastiggevallen en begluurd. Mensen werden vastgehouden en computers in beslag genomen.
De politie viel binnen in het huis van Theodor Reppe, de eigenaar van domeinnaam wikileaks.de. De Chinese regering heeft volgens WikiLeaks geprobeerd alle websites met 'wikileaks' in de URL te blokkeren. De toegang tot WikiLeaks werd in de bibliotheek van het Amerikaanse Congres sinds 2010 geblokkeerd.
Volgens WikiLeaks verwijderde Facebook hun fanpagina in april 2010. Deze pagina was op 7 december 2010 beschikbaar en had meer dan een miljoen fans.
Moneybookers,dat donaties verzamelde voor WikiLeaks, beëindigde in oktober 2010 zijn relatie met de site.

### Na cablegate
Verschillende bedrijven verbraken na cablegate, dat op 28 november 2010 begon, hun banden met WikiLeaks, zoals EveryDNS, en Amazon.com. Amazon had voor de hosting van WikiLeaks gezorgd, na tussenkomst van een medewerker van de Amerikaans senator Joe Lieberman. PayPal sloot vier dagen later de rekening af, waarop giften voor WikiLeaks konden worden gestort, omdat het 'illegale activiteiten zou aanmoedigen'.
De Zwitserse bank PostFinance bevroor op 6 december 2010 de rekeningen van Assange. MasterCard en Visa weigerden nog verder betalingen voor WikiLeaks. De websites van deze bedrijven werden daarna onder het label van Anonymous door sympathisanten van WikiLeaks aangevallen. De Bank of America schortte op 18 december 2010 ook alle betalingen aan en van WikiLeaks op. Als verantwoording gaf de bank op dat WikiLeaks mogelijk bij activiteiten is betrokken, die strijdig met ons intern beleid zijn voor het verwerken van betalingen.
Het werd op 19 oktober 2016 bekend, dat Ecuador de toegang tot het internet van Jullian Assange had afgesloten.

## Kritiek
Er is vanuit diverse fronten kritiek op WikiLeaks: op de inhoud, op het idee waarop de website is gebaseerd, de gegarandeerde anonimiteit en interne geheimhoudingsregels.
- Kritiek is er ook op het principe van strikte anonimiteit voor de klokkenluiders die documenten uploaden naar de site. Zolang de klokkenluiders en motieven niet bekend zijn, valt het waarheidsgehalte niet altijd te beoordelen.[50]
- Daarnaast is er twijfel over of de website haar garantie van anonimiteit kan waarmaken: in theorie is het mogelijk de site te kraken om zo de identiteit van de uploaders te achterhalen.[51][52] WikiLeaks biedt overigens verschillende mogelijkheden en advies voor het inzenden van informatie per gewone post.[53]
- Het uitlekken van diplomatieke documenten op WikiLeaks heeft een zekere impact op de politieke en diplomatieke contacten. Er is minder freedom of speech onder politici en diplomaten uit vrees dat het diplomatiek verslag ervan zou kunnen opduiken op het internet. Volgens de Belgische minister van Buitenlandse Zaken Steven Vanackere gaan mensenrechtenorganisaties of klokkenluiders aarzelen informatie door te geven als hun anonimiteit niet gegarandeerd kan worden. De Amerikaanse ambassadeur Howard Gutman in België gaf in deze het volgende mee: Wikileaks kan een instrument van het goede zijn als het gebruikt wordt om informatie over overheidsfraude of corruptie aan te kaarten. Maar als je lijsten lekt met plaatsen die kwetsbaar zijn voor terrorisme of memo's van diplomaten over gesprekken met klokkenluiders, dan onthul je geen overheidscorruptie, maar dan breng je burgers en klokkenluiders in gevaar.[54]
- In mei 2011 onthulde het Britse tijdschrift New Statesman dat medewerkers van WikiLeaks een geheimhoudingsverklaring moeten tekenen, waarvan schending op meerdere miljoenen ponden boete kan komen te staan.[55][56] De Duitse ex-medewerker Daniel Domscheit-Berg had al meerdere malen kritiek geuit op de interne organisatie van WikiLeaks en heeft er ook een boek over geschreven.[57]
- WikiLeaks is ervan beschuldigd een frontorganisatie te zijn geworden voor Russische desinformatie operaties, zoals rond de Amerikaanse presidentsverkiezingen van 2016.[55]